# Адалберт I (Тек)
Адалберт I фон Тек (на немски: Adalbert I von Teck; * ок. 1135, † ок. 1195) от род Церинги, е през 1187 г. основател на линията Херцози на Тек, която съществува до 1439 г.

## Биография
Той е вторият син на херцог Конрад фон Церинген († 1152) и съпругата му Клеменция от Люксембург-Намюр († 1158) от Дом Намюр, дъщеря на Готфрид I, граф на Намюр и на Ермезинда I Люксембургска, дъщеря на граф Конрад I Люксембургски. Той е брат на Бертхолд IV, херцог на Церинген, на Рудолф (архиепископ на Майнц 1160 г.), на херцог Хуго фон Уленбург и на Клеменция (от 1147 г. съпруга на Хайнрих Лъв и след това на Св. Хумберт III Савойски).
Адалберт получава името си от чичо му по майчина линия. Адалберт наследява владенията на Церингите около замък Тек между Кирххайм и Овен. След смъртта на брат му Бертолд IV († 1186) той се нарича херцог фон Тек (Dux de Tecke). След смъртта на брат му Хуго, херцог на Уленбург, той получава неговите собствености в Ортенау и в Брайзгау.
- Замък Тек
- Орловпечат на херцог Адалберт фон Тек (ок. 1190)
- Dux Alberus de Tecke като свидетел за император Хайнрих VI (Гмюнд 1192/93)[1]

## Фамилия
Адалберт I е женен за Аделхайд и има децата:
- Адалберт II фон Тек († 1215/1219), херцог на Тек (1195 – 1215/19)
- (?) Агата († сл. 1192), ∞ 1188 г. граф Диполд фон Лехсгемюнд († 1192)
- (?) Мехтхилд